# Tom Sanne
Tom Sanne (Bergen, 28 giugno 1975) è un ex calciatore norvegese, di ruolo centrocampista.

## Carriera

### Club
Sanne cominciò la carriera con la maglia del Vidar, per poi passare al Viking. Esordì nella Tippeligaen l'11 aprile 1999, sostituendo Bjarte Lunde Aarsheim nella sconfitta per 1-2 contro l'Odd Grenland. Passò poi al Brann, debuttando il 25 luglio 2004: fu titolare nel successo per 2-3 in casa del Molde. Nel 2006 tornò al Vidar.